# 奧西奧拉 (紐約州)
奧西奧拉（英語：Osceola）是一個位於美國紐約州劉易斯縣的鎮。

## 人口
根據2020年美國人口普查的數據，奧西奧拉的面積為225.58平方千米，當中陸地面積為225.35平方千米，而水域面積為0.23平方千米。當地共有人口243人，而人口密度為每平方千米1人。